# Ashley Hall
Ashley Hall (3 november 1983) is een golfprofessional uit Australië. 

## Professional
Hall werd begin 2006 professional. 
In 2009 won hij het Victorian Open op de Spring Valley Golf Club. Ruim een half jaar later, 27 september 2009, trouwde Ashley Hall met Tara. Ze kregen in 2011 een zoontje.
In 2012 kwalificeerde hij zich op de Kingston Heath Golf Club in Melbourne voor het Brits Open. Hij won de play-off waaraan drie spelers voor twee plaatsen meededen. 

### Gewonnen
- 2007: Victorian PGA Championship
- 2009: Subaru Victorian Open (274, -10)